# Ministério das Relações Exteriores (Cuba)
Ministério Cubano das Relações Exteriores, conhecido também pela sigla MINREX é um ministério que trata das relações internacionais que envolvem Cuba. Foi instituído em 23 de dezembro de 1959. Cuba possui relações diplomáticas com 181 países.
Em 24 de dezembro de 2009 o Ministério atribuiu a medalha comemorativa de 50 anos aos líderes cubanos Fidel e Raúl Castro.